# Contea di Lhünzê
La contea di Lhünzê (隆子县S, Lóngzǐ XiànP) è una contea della Cina, situata nella Regione Autonoma del Tibet e amministrata dalla prefettura di Shannan.